# ブラッカムの爆撃機
ブラッカムの爆撃機（ブラッカムのばくげきき、原題〈英題〉：Blackham's Wimpy ）は、イギリス人作家ロバート・アトキンソン・ウェストールが著した児童文学作品である。1982年に短編集、Break of Dark中の一編として発表。
ブラッカム (Blackham) は登場人物名、原題にある Wimpy（ウィンピー。本義：弱虫の、意気地の無い）はウェリントン爆撃機の通称。日本語訳者は金原瑞人。

## 作品について

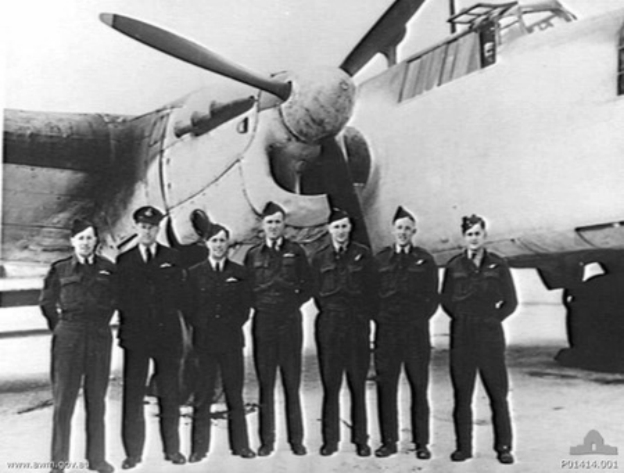
第二次世界大戦時のイギリス空軍爆撃機搭乗員

### 概要
作者のウェストールはイギリスの高名な児童文学者であり、本作品も児童文学の短編として書かれている。それゆえに平易な文章で凝った表現などはなく、また、短編のため、話の長さも短めであるが、作戦行動中の爆撃機内部や登場人物の心理表現などは臨場感があったり、分かりやすい描写となっている。第二次世界大戦下のイギリス空軍爆撃隊が舞台で、戦争の酷さを感じさせる内容であるが、反戦を主張する文学とは異なる。ウェストールはほかにも戦争を扱った作品をいくつも書いており、同様の傾向は全ての作品におおむね共通している。爆撃機やヨーロッパの航空戦について特に知識がなくても十分に楽しめるが、第二次世界大戦の戦略爆撃や各国空軍、爆撃機について知識をつけてから読むとより理解しやすい。

### 登場人物

#### イギリス空軍
C機
"C" は個別の機体を判別するために割り振られるアルファベットである。以下同様。
- ゲアリー

物語の語り部にして、主人公。無線士を務める、軍曹。ドイツ語が話せるので、タウンゼンドからドイツ機の無線傍受を任される。
- タウンゼンド

機長、大尉。経験豊富な航空士官で、英国本土防衛戦の頃から飛んでいる。アイルランド人で、熱心なカトリック教徒。仲間から呼ばれる愛称は「親父」。
- キット

航法士、軍曹。いつも面白い冗談を言って、仲間を笑わせる。
- ビリー・ザ・キッド

尾部銃手、軍曹。
- ポール

機首銃手、軍曹。
- マット

パイロット、軍曹。身長が190cmぐらいある大男。
S機
- ブラッカム

機長、軍曹。田舎の百姓出身のパイロットで、身なりがだらしなくて言動は粗野で乱暴。部下の言動にも悪い影響を与える
- ジェレイニアム

尾部銃手。ゲーレン中尉が搭乗した夜間戦闘機を撃墜する。
その他
- 大佐大佐

飛行隊の司令官。タウンゼンド大尉を信頼している。
- 准尉准尉

地上勤務の准尉。朝に格納庫周辺をうろついているゲアリー達を不審に思い、呼び止める。

#### ドイツ空軍
- ディーター・エルンスト・ゲーレン

ドイツ空軍のパイロット、中尉。ユンカースJu88夜間戦闘機に搭乗してイギリス空軍爆撃機を迎撃する際、S機の尾部銃座の攻撃を受け撃墜され、戦死する。

#### 登場する実在の人物
- 殺し屋ハリス

イギリス空軍爆撃機兵団司令官アーサー・ハリス卿。イギリス空軍における爆撃機運用の最高責任者で、物語の頃の階級は大将。爆撃隊の損害を顧みないかのような過酷な任務を課したことから、隊員から "Butcher（屠殺人、虐殺者）" のあだ名をつけられた。爆撃を指導した功績から1945年に空軍元帥に叙せられた。
- ヒットラー、アドルフ君

ドイツ帝国総統アドルフ・ヒトラー。第二次世界大戦の始まりとなる、ヨーロッパでの戦争を指導したドイツの独裁者。
- ナチのヒムラーさん、ハインリッヒ・ヒムラー

ナチス親衛隊全国指導者、ドイツ警察長官のハインリッヒ・ヒムラー。ヒトラーの身辺警護隊だった親衛隊を拡充し、またドイツの警察を掌握することで、ドイツ国内で最大の警察権を有するようになったナチスの高官。
- ナチのゲーリングさん

ドイツ空軍国家元帥ヘルマン・ゲーリング。ドイツ空軍の最高責任者で、戦争に先立って、第一次世界大戦後に禁止されていた空軍を再生させた人物。バトル・オブ・ブリテンでの失敗から、以後はヒトラーの信頼を急速に失う。第一次世界大戦のときは戦闘機パイロットとして従軍した経歴を持つが、第二次世界大戦での指導力は麾下の将兵にもバカにされるようなものだった。
- ドイツにいるティルピッツさん

ティルピッツは第一次世界大戦時のドイツの海軍元帥だが、1930年に既に死亡している。ここでいうティルピッツさんとは、ドイツ海軍のビスマルク級二番艦「ティルピッツ」のこと。

### 登場する航空機

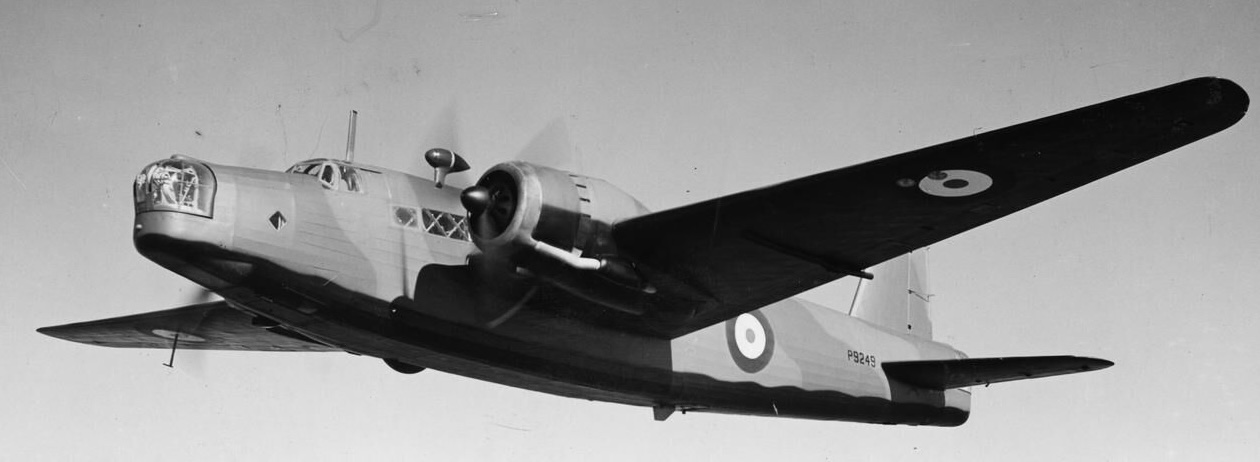
ビッカース ウェリントン（ウェリントン爆撃機、ウィンピー）
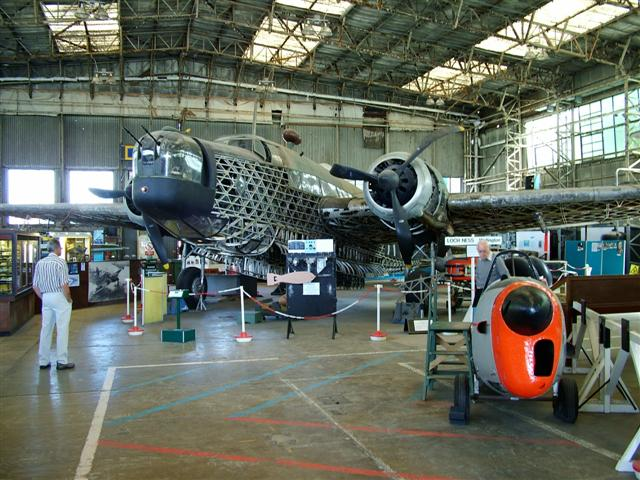
金属の骨組みに布を張った構造
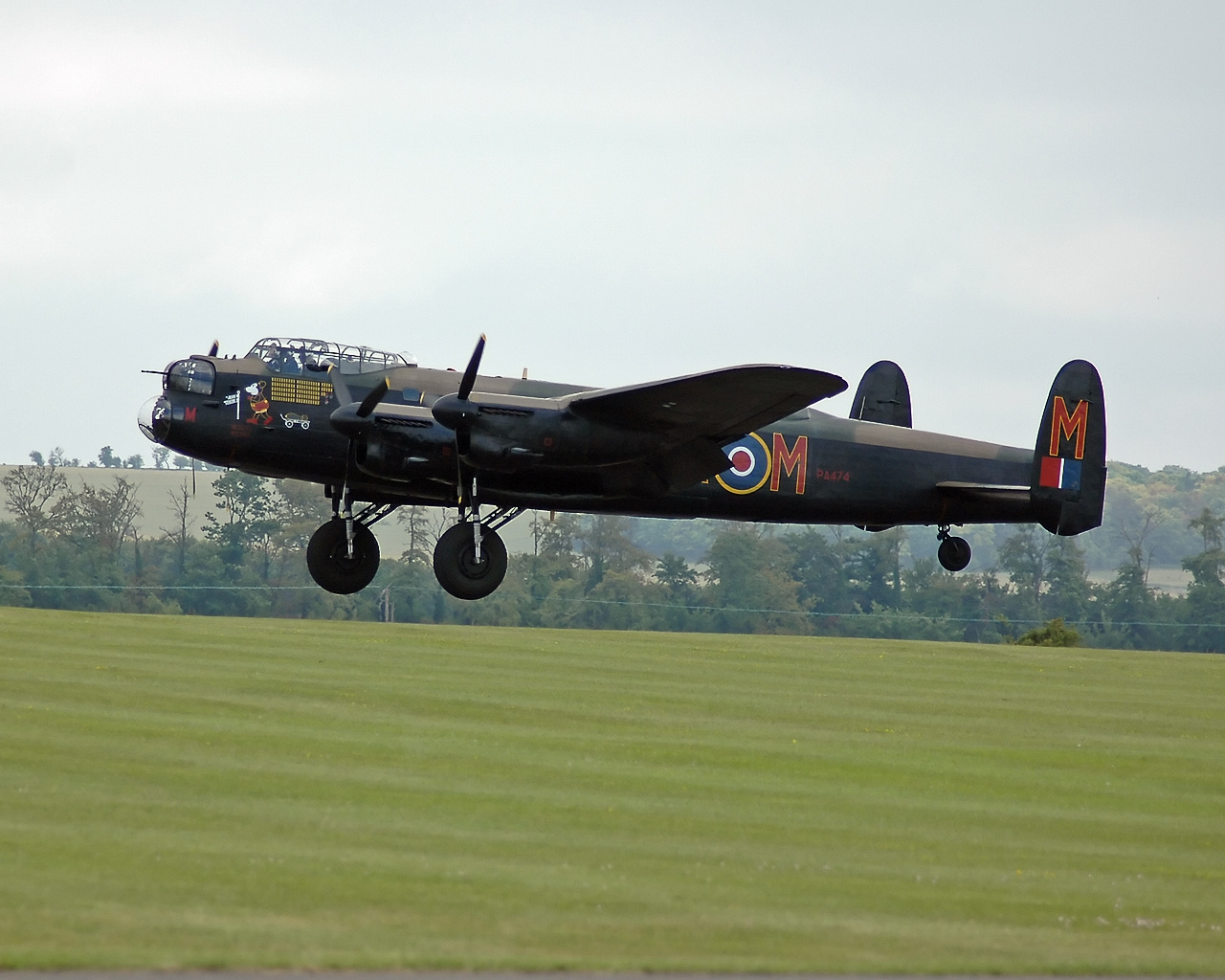
ランカスター爆撃機
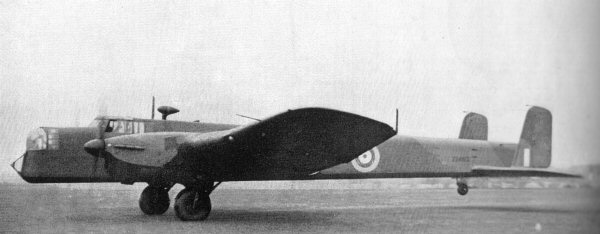
ホイットリー爆撃機
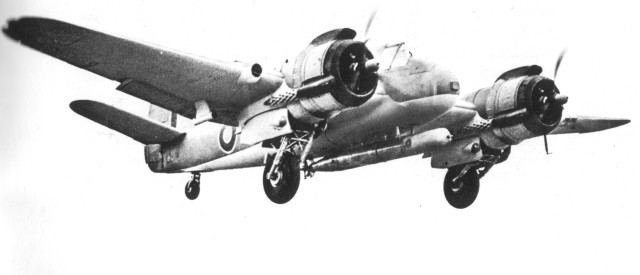
ボーファイター
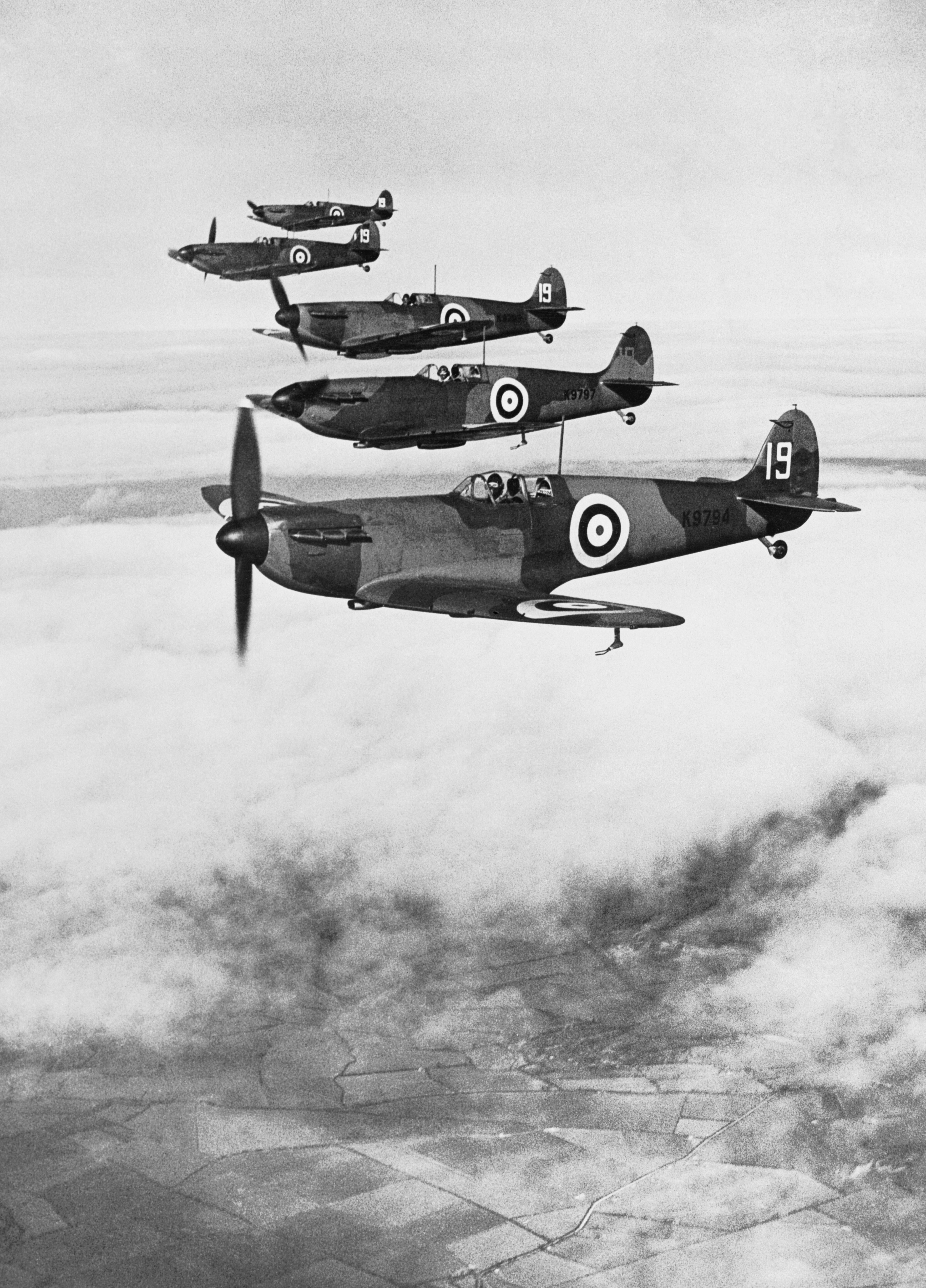
スピットファイアー
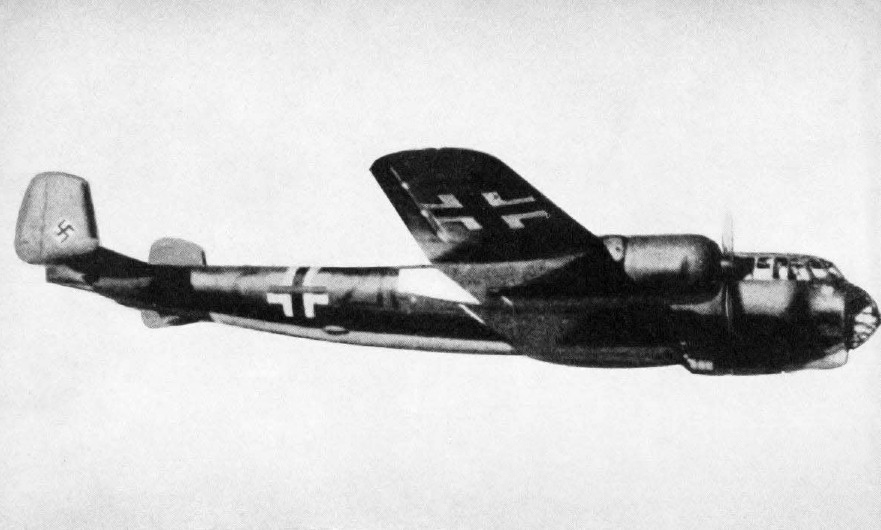
ドルニエ二一七戦闘機
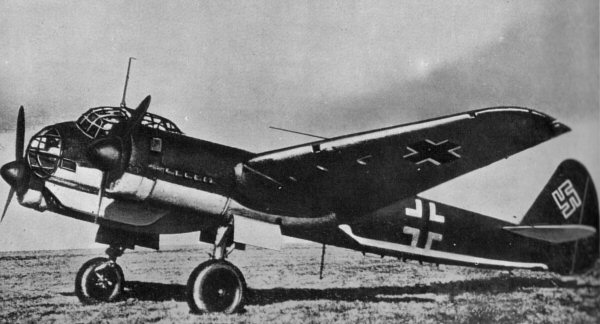
ユンカース八八型
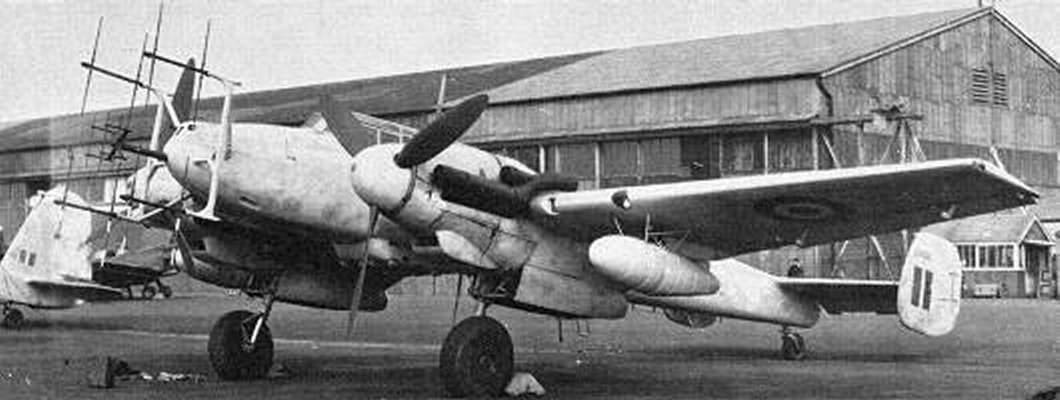
メッサーシュミット夜間戦闘機

ゲアリーやブラッカムが乗る爆撃機。骨組みを格子状に組み合わせた上に布を張った構造をしている。頑丈な飛行機だが、旧式のため大戦の途中からはさすがに爆撃機としては性能不足で、哨戒機などにまわされた。
- アブロ ランカスター（ランカスター爆撃機）

ゲアリーらと共に爆撃に参加する、4発の大型爆撃機。イギリスが開発した爆撃機の中では最大級の爆弾搭載量を誇る。
- アームストロング・ホイットワース ホイットレイ（ホイットリー爆撃機）

タウンゼンドが英国本土防衛戦の直後ごろに乗っていた爆撃機。開戦当初の主力爆撃機。
- ブリストル ボーファイター（ボーファイター）

タウンゼンドが乗せてもらった、イギリスの大型戦闘機。レーダーを搭載して夜間戦闘機として、また魚雷を搭載して雷撃機としても使われた。
- スーパーマリン スピットファイア（スピットファイアー）

ゲアリーらの会話に出てきた、イギリス空軍の主力単座戦闘機。バトル・オブ・ブリテンでは割合的には少数ながらも、ハリケーン戦闘機と共にドイツ軍を撃退するのに活躍した。第二次世界大戦におけるイギリスを代表する戦闘機の一つ。
- ドルニエ Do 217（ドルニエ 二一七戦闘機）

ゲアリーの言葉に出てきた、ドイツの航空機。元々は爆撃機として開発されたが、やがて夜間戦闘機としても使われた。
- ユンカース Ju 88（ユンカース 八八型）

ゲーレンが搭乗する夜間戦闘機だが、元々は爆撃機として開発された。夜間戦闘機とは目視に頼らずとも敵を見つけられるように、レーダーを備えている。このレーダー装置とレーダー員を乗せる必要があるため、爆撃機や大型戦闘機を土台に作られることが多かった。
- メッサーシュミット Bf110（メッサーシュミット夜間戦闘機）

ゲアリーらが基地に着いた初日に親切にしてくれた、L機搭乗員が撃墜したドイツの夜間戦闘機。もともとは重戦闘機として開発されたが、単発戦闘機の高性能化で本来の目的を果たすのに不十分になり、夜間戦闘機として使われるようになった。
- ウェリントン爆撃機
- 金属の骨組みに布を張った構造
- ランカスター爆撃機
- ホイットリー爆撃機
- ボーファイター
- スピットファイアー
- ドルニエ二一七戦闘機
- ユンカース八八型
- メッサーシュミット夜間戦闘機

### 用語解説

#### 航空機の装置・技術に関すること
- H2S

イギリス空軍の爆撃機に搭載された航法用レーダー。電波を地面に向けて照射し、その電波のエコーによってレーダースコープに地形を映し出すことで、現在地や目標を把握するのに使われた。
- リヒテンシュタインレーダー

ドイツの夜間戦闘機が、暗闇で敵機を探すために使った八木・宇田アンテナのこと。現在各家庭にあるテレビ用アンテナと同じもの。岩波書店版の冒頭に掲載されている宮崎駿の漫画でも説明があるが、このアンテナを機首に取り付け、レーダーによって敵機を探した。同様のアンテナは戦時中は各国で使われたが、日本軍は当初は八木・宇田アンテナの有用さを認識しておらず、欧米の捕虜から話を聞くに及んで初めていかに役立つものかを理解したという。
- 三点着陸

主翼付近の主輪と機体尾部にある尾輪を持つ、尾輪式の航空機で用いられる着陸時の接地方法。着陸において接地する時に、速度をかなり落として機首あげ姿勢のまま、やや失速するようにして主輪と尾輪を同時に接地させる着陸方法。タウンゼンド大尉がやったような見事な三点着陸をするためには、速度や降下する速さ、機体の姿勢などを繊細に制御することが必要であり、それが出来るということは操縦士の高い技術を示すことでもある。

#### 空軍に関すること

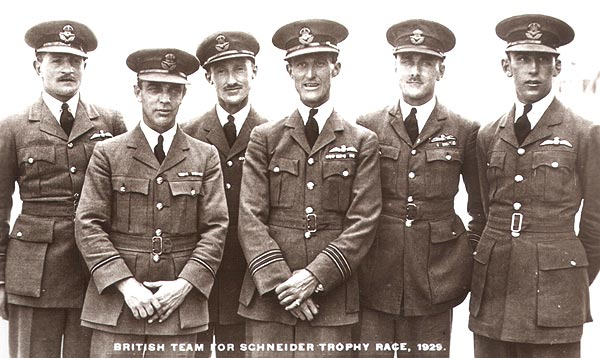
1929年頃のイギリス空軍将校達
パイロットは胸に操縦士の徽章をつけている。中心にいるのは少佐、向かって左隣が中尉。
制服の基本形はこの時代から第二次世界大戦を経て現代でも変わらない。

- 誘導機（英語版）

夜間爆撃において、爆撃機本隊に先駆けて目標を爆撃し、本隊にたいして爆撃目標を指示する役割を担った航空機。先導機、パスファインダー。後述するように目視に頼って照準する当時の爆撃方法では、夜間に目標を正確に狙うのは難しかった。そこで爆撃精度をあげるため、誘導機が先に爆弾を投下して火をつけておき、本隊の爆撃機はそれを目印として爆弾を投下した。モスキート爆撃機などが誘導機となることが多かった。

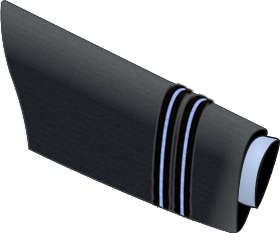
イギリス空軍警察（英語版） (Royal Air Force Police、RAFP)
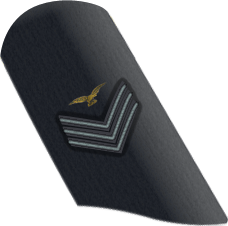
空軍軍曹 (Sergeant Aircrew)
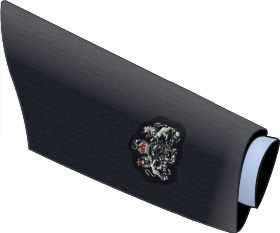
空軍准尉 (Warrant Officer)

イギリス空軍における憲兵隊のこと。空軍が陸軍から独立して一軍を構えたのにあわせ、1918年に設立された。白い頭頂部の制帽に白い帯革(胴締め)、紺地に赤い線が一本入った腕章が特徴。
- 航空徽章

タウンゼンドの制服についている徽章で、操縦士の資格をあらわす "Pilot Wing" のこと。イギリス空軍のものは布製で、中央に葉で囲まれた "RAF" の文字があり、その上にイギリス国王(女王)を表す王冠を置き、左右に広げた形の翼がついている。第二次世界大戦当時はジョージ6世の時代であったので、国王の王冠であった。現在は女王の王冠になっている。
航空徽章はパイロットのほか、航法士や航空機関士、機銃手、無線手などを示すものもある。こちらは葉で囲まれた専門を示す文字（例：航法士→N〈Navigator〉 航空機関士→ E〈Flight Engineer〉 機銃手→ AG〈Air Gunner〉 無線手→ RO〈Radio Operator〉 爆撃手→ B〈Bomb Aimer〉など）が中央にあり、それに片翼がついた形状をしていることから "Half Wing" と呼ばれる。1940年代の初めごろまでの航法士や機銃手は Observer（航空機搭乗員）ということで、"O" の文字に片翼をつけた形状のオブザーバー章を共通で着用していた。
- 制服・階級章

本文には制服や階級章に関する表現がいくつか出てくる。タウンゼンド登場の場面では彼が空軍大尉の階級章をつけている描写があり、また、ゲアリーらがブラッカムのS機周辺でうろついているのを准尉に見つかった時には、軍曹と准尉の階級章を比較して、軍曹の立場が弱いことを指摘している。
イギリス空軍の階級章は、一般的に勤務服などと呼ばれるブレザー型制服（イギリス空軍では Service dress と呼ばれる）上衣の袖につけるものと、士官がブルゾンのような短上衣型制服を着用する場合にエポレットに装着されるものがある。大戦中期以降は作業に適した短上衣が多くの将兵に好まれたが、大戦期を通じてブレザー型の制服は航空兵から地上勤務員まで広く使われた。今日では式典や事務作業などでしか着用されないブレザー型制服も、第二次世界大戦頃は作業や戦闘時にも着用され、航空兵は制服の上に飛行服を重ね着したり、また救命胴衣やパラシュートを装着して飛んでいた。これはイギリス空軍のみならず、他国でも同じような傾向があった。
登場人物らが着用していたのがブレザー型か、それとも短上衣かは本文からは正確には分からない。但しタウンゼンドの制服が年季が入っているということから、これはブレザー型の制服ではないかと思われる。その場合の階級章は下に示した画像のような形で、制服の左右袖先に装着されていることになる。
軍曹の階級章は左右上腕部に、准尉の階級章は左右それぞれの袖先に近いところにつけられる。准尉の階級章はイギリス王室の紋章そのものだが、画像は現在の階級章なので、王冠が女王の冠になっている。航空徽章の項目で述べたとおり、当時の王冠は国王の冠になっていた。
- 空軍大尉
(Flight Lieutenant)
- 空軍軍曹
(Sergeant Aircrew)
- 空軍准尉
(Warrant Officer)

### あらすじ
イギリス空軍の爆撃機無線手ゲアリー軍曹が、彼の仲間と一緒に酒場で飲みながら語り合っている。仲間から爆撃機の任務についてたずねられたゲアリーは、彼が初めて爆撃機の任務についた南オードビーでの出来事について語り始めた。
1943年1月、新米航空兵のゲアリーは仲間のマット、ビリー・ザ・キッド、キット、ポールらと共に南オードビーの基地に駐屯する爆撃隊に編入された。基地に到着した日にL機の搭乗員と親しくなるが、彼らは爆撃から帰還する時の事故で全員死亡してしまい、初っ端からゲアリーらは爆撃隊の厳しい現実を知る。
基地に到着した翌日、ゲアリーらが自分達が搭乗する爆撃機を格納庫で見ていると、そこへ1人の男がやってくる。彼の名はタウンゼンド。大尉で、英国本土防衛戦の頃から飛び、数十回の出撃をこなしてきた歴戦の爆撃機パイロットであった。よれた制服と体によく馴染んだ飛行服が、彼の経歴を物語っている。まもなくタウンゼンドの優れた能力を知ることとなったゲアリーらは、彼を親父と呼んで親しむようになる。
ある日、いつものように夜間爆撃に出撃した帰りのこと。ゲアリーらC機は同僚のブラッカム軍曹が機長を務めるS機と並行して飛んでいた。ブラッカムは下品な言動で基地では有名な存在だ。そこへ彼らを追撃するためにドイツ空軍のユンカースJu88夜間戦闘機がやってくる。胴体部に斜め上方へ向けた機銃を持つユンカースはS機を撃墜しようと、その後ろ下方の位置につけた。真っ先に気づいたゲアリーがS機に無線で警告を発するとS機は急速に旋回しながら急降下し、S機の尾部銃座がユンカースを攻撃。弾丸は見事に命中し、ユンカースは火を噴きながら迷走飛行し始める。C機にはドイツ機の周波数に合わせた無線機が搭載されており、そこに迷走するユンカースからドイツ兵の叫び声や、苦痛に満ちた声が入ってくる。敵とはいえ死に至る人間の苦痛の様を間近で感じたゲアリーらC機クルーは、死に行くドイツ兵を口汚く罵くブラッカムらの方にこそ敵意を持ちつつ、自分達のやっていることの酷さを感じて落ち込まずにはいられなかった。部下の意気消沈ぶりを理解したタウンゼンドは、馴染みの農場でゆったりと過ごす時間を部下達に与えることで、心を癒して立ち直る機会を持たせた。ゲアリーらは農場での休息によって心の平衡を持ち直す。
それからしばらくした後、S機に奇妙なことが起きる。基地に帰還したS機の中で尾部銃手のジェレイニアムが拳銃で撃たれて死亡しており、ブラッカム軍曹は操縦席に座ったまま正気を失っていた。他のクルーは機内に見当たらなかったが、基地にいたる途中で地面に落ちて死んでいるのが見つかる。低高度で機から脱出したために、パラシュートが開く間もなく地面に激突したのだった。だがS機自体には脱出せねばならぬような異常も見当たらない。結局、S機で唯一生き残ったブラッカムも精神病院送りになってしまい、S機は予備機体とされた。
奇妙なことはこれだけで収まらなかった。格納庫に収められたS機は基地の全員にとって不吉なものを感じさせていたのだが、予備機となったS機で出撃した搭乗員は帰還後に全員様子がおかしくなり、精神の平衡を失って次の任務で死亡することが増えたのだ。S機で出撃した者は口を揃えて無線の不調を訴えるが、無線機自体におかしなところは見当たらない。基地の全ての搭乗員はS機を敬遠するようになり、なるべく乗らなくても済むように色々と小細工をするものも出てきた。この異常事態に際し、司令官の大佐はタウンゼンドにS機での出撃を命じる。奇妙な基地の雰囲気を覆すために。ダウンゼンドは部下にS機での出撃を命令しないことで手を打つが、ゲアリーらは「親父」について出撃することを決意する。そして彼らはS機で出撃し、なぜブラッカムらがおかしくなったのかの理由を知るのだった。

### イギリス空軍の夜間爆撃
イギリス空軍は戦争が始まった頃は昼間爆撃を行っていた。昼間は目標を視認しやすいので爆撃精度は高まるものの、敵に発見されやすく、また爆撃機の飛行性能もそれほど高くなかったために大きな損害を出すことがあった。そこでイギリス空軍は方針を転換し、命中精度は劣るものの敵に発見されにくい夜間爆撃に重点を置くようになる。このようなことから、イギリスは一定の地域を目標として無差別に爆撃する地域爆撃を実施した。「下手な鉄砲も数撃ちゃ当たる」のようなものである。これは敵国民間人の犠牲を全く厭わない攻撃であり、当時のイギリス国内においても倫理的な疑念がもたれていたが、ドレスデン爆撃など都市そのものを狙った無差別爆撃も行われた。ゲアリーらが行ったのもこのような地域爆撃である。一方でアメリカ陸軍航空隊は的確に敵の継戦能力を削ぐことを重視し、敵の生産施設施設を確実に破壊する爆撃精度を確保するため、危険度の高い昼間爆撃を重視した。
ドイツ空軍戦闘機隊総監アドルフ・ガーランドは自著「始まりと終わり」において、昼間爆撃と夜間爆撃にはそれぞれ一長一短があるとしたうえで、それぞれの利点を生かそうとする米英両空軍の判断が、結果的にドイツ空軍とドイツを24時間悩ませることになったと評している。
イタリアの軍人ジュリオ・ドゥーエが論じた戦略爆撃はスペイン内戦における無差別爆撃を嚆矢とし、日本軍による重慶爆撃、ドイツ軍によるロンドン爆撃など「国家の戦争遂行の能力と意図」を破壊するために「民間人の犠牲を厭わず」行われた。アメリカ軍はこの考えをさらに推し進め「市街地に混在する従業員数名の町工場こそが日本の兵器生産を支えている」という分析から「国家の戦争を遂行する能力を担保する人間そのもの」を目標とした無差別爆撃を行い、その意味で東京大空襲は「大きな成果」を挙げた。
これを突き詰めたものが核戦略におけるカウンターバリューで、軍事目標（可能であれば核兵器そのものや投射手段、またはプラットフォームや基地インフラ）を核攻撃の目標とするカウンターフォースと異なり、国家の構成員である国民そのものを核攻撃で抹殺し、国家の存続を不可能ならしめるまで人口を減らすというものである。第二次世界大戦における戦略爆撃、特に民間人に犠牲を強いる無差別爆撃は、より大規模に、より多くの民間人を殺傷した連合国側が裁かれなかったこともあって人道上の問題は今日に至るも論争の的であり、アーサー・ハリス卿に対する評価も未だに賛否両論が分かれている。現在もアメリカ、ロシア、イギリス、フランス、中国によって配備されている、あるいは北朝鮮が開発を進めているという潜水艦発射弾道弾は、命中精度の問題からカウンターフォースではなくカウンターバリューとして最初から都市部を始めとした人口密集地、すなわち民間人への核攻撃を任務としており、戦略爆撃、無差別爆撃は過去の歴史ではなく現代における現在進行形の問題でもある。

## 収録本

### 原著
原著は、イギリスではソフトカバー（ペーパーバック）版が1982年某月某日に刊行された後、同じ年にハードカバー版も刊行されている。いずれもページ数は182。アメリカではペーパーバック版が同年9月1日付で刊行されており、ハードカバー版は確認できない。アメリカ版はイギリス版より62ページ多い244ページ構成になっている。
原著を出版したのは Chatto & Windus（en. チャットー・アンド・ウィンダス）であった。ハードカバー版を出したことは確認できない。ハードカバー版は The Bodley Head (en, The Bodley Head Children's Books)（ボッドリー・ヘッド・チルドレンズブックス）が刊行している。
イギリス版は1995年・2003年・2009年に新装版がソフトカバーで刊行されており、2009年には電子書籍化もされた。アメリカ版の新装版は確認できない。電子書籍はハーパーコリンズがアメリカで最初に刊行したインプリントである Greenwillow Books（グリーンウィローブックス）から出している（刊行時期は未確認）。
- 原著：Westall, Robert Atkinson (1982) (English) (Paperback). Break of Dark (1st ed.). London: Chatto & Windus. pp. 182.  ISBN 0701126140, ISBN 9780701126148, OCLC 9380727.
  - イギリスで同年に刊行された他の版
    - , London: The Bodley Head Children's Books, (Hardcover), pp. 182.
    - London: The Bodley Head Children's Books, (Paperback), pp. 182.  OCLC 317755070.

  - 同年に刊行されたアメリカ版
    - , New York City: Greenwillow Books, (01 September 1982) (Paperback), pp. 244.

  - 新装版
    - 1995年の新装イギリス版：London: Puffin Books, Puffin Teenage Fiction, (1995) [1982] (Paperback), pp. 176.  

ISBN 0-14037311X, ISBN 978-0-140373110, OCLC 60114270.
    - 2003年の新装イギリス版：London: Red Fox, (2003) [1982] (Paperback).  

ISBN 0-099439530, ISBN 978-0-099439530.
    - 2009年の新装イギリス版：London: Definitions, (29 September 2009) [1982] (Paperback), pp. 208.  

ISBN 1-84941145X, ISBN 978-1-849411455, OCLC 1158363552.
  - 電子書籍
    - イギリス版：London: Definitions, (29 September 2009) [1982] (Online), pp. 208.  

ISBN 1-446495019, ISBN 978-1-446495018, OCLC 1100705572.
    - アメリカ版：Westall, Robert Atkinson ([01 September 1982]) (English) (Online). Break of Dark (1st ed.). New York City: Greenwillow Books. pp. 244.  ISBN 0-688008755, ISBN 978-0-688008758, LCCN 81-7237, NCID BA7724603X,  OCLC 1028870857.

#### 収録作品
- "Hitch-hiker"
- "Blackham's Wimpy"
- "Fred, Alice and Aunty Lou"
- "St Austin Friars"
- "Sergeant Nice"

### 福武書店版
日本で最初に刊行したのは福武書店で、1990年（平成2年）であった。
- ロバート・アトキンソン・ウェストール 著、金原瑞人  訳『ブラッカムの爆撃機』福武書店〈Best choice〉、1990年7月1日、172頁。

ISBN 4-8288-4911-4、ISBN 978-4-8288-4911-9、NCID BN10034489、OCLC 674529691、国立国会図書館書誌ID:000002048019。

#### 収録作品
- 「ブラッカムの爆撃機」

短編小説。※上記紹介記事を参照のこと。
- 「チャス・マッギルの幽霊」

短編小説。第二次世界大戦が始まってまだ間もない1939年、祖母の知人の古い屋敷で暮らすことになったチャス少年が不思議な男と出逢う物語。

### 岩波書店版
2006年（平成18年）に岩波書店から再び発行された。日本語訳を手掛けた金原は、自身の公式ウェブサイトで「絶版になっていたこの短編集を救ってくれたのは宮崎駿さんだ」と記している。
- ロバート・アトキンソン・ウェストール 著、金原瑞人  訳、宮崎駿 編 編『ブラッカムの爆撃機―チャス・マッギルの幽霊/ぼくを作ったもの』（初版第1刷）岩波書店、2006年10月5日、223頁。

ISBN 4-00-024632-1、ISBN 978-4-00-024632-3、NCID BA78790142、OCLC 676485969、国立国会図書館書誌ID:000008348054。
- “ブラッカムの爆撃機”. 公式ウェブサイト.   岩波書店. 2020年5月5日閲覧。※宮崎駿の漫画を抜粋した内容あり。

#### 収録作品
- 「ブラッカムの爆撃機」
- 「チャス・マッギルの幽霊」
- 「ぼくを作ったもの」

少年時代のウェストールである主人公「ぼく」が頑固な祖父との思い出を通して自らについて語る掌編小説。
- 「ウェストール幻想 タインマスへの旅」

『ブラッカムの爆撃機』を愛読するアニメ監督・宮崎駿が、ウェストールの故郷とゆかりの地タインマスを訪ねたうえで、作品とウェストールに対する尊敬の思いを籠めて描き下ろしたフルカラー24ページの漫画。前後編に分かれており、本編の読前と読後に読めるよう配置されている。前編では、作品「ブラッカムの爆撃機」との出会いや自らの戦争体験と戦争観の形成過程に触れながら、「ブラッカムの爆撃機」の爆撃行を『宮崎駿の雑想ノート』風に描いており、爆撃機ビッカース ウェリントン（ウェリントン爆撃機）を図解してもいる。後編は、タインマスで今は亡きウェストールと出会って対談するという幻想的構成になっており、パブや海辺で戦争・夜間爆撃・作品などについて語り合う。
あまり知られていないのが勿体ないとも言っている。帯に記された宮崎の推薦文は「ウェストールの作品は、この酷い世界と戦い続ける勇気と、失われたものへの愛惜に満ちていて、すてきです。」というもの。宮崎はまた、スタジオジブリの月刊誌『熱風』の中で、「ウェストールは兵役の義務で兵隊にはなったけれど（...略...）『ブラッカムの爆撃機』のように爆撃機のなかの状況をリアルに描いた人間は、僕が知る限りでは世界で彼しかいない」と語っている。
岩波書店版は宮崎が表紙イラストも描いている。
- 「ロバート・ウェストールの生涯」

ウェストールにとっての最大の理解者で最晩年の6年間を共に過ごした女性リンディ・マッキネルが、ウェストールの人生とピーター・ホリンディルの批評を紹介した略伝。